# Berlewin von Freiberg
Berlewin von Freiberg, także Berlewinus de Vriberg (urodz. ?, zm. 1243 lub 1244) – marszałek prowincji pruskiej w latach 1240–1243 lub 1244.

## Życiorys
Berlewin wywodził się z rodziny ministeriałów będących w służbie margrabiów miśnieńskich. Członkowie jego rodziny przez lata pełnili urząd wójtowski we Freibergu.
Berlewin von Freiberg, jak wynika z przebiegu służby, był jednym z wyróżniających się braci zakonnych, z grupy tych, którzy jako pierwsi przybyli do Prus. W roku 1233 piastował stanowisko zarządcy ziemi chełmińskiej, a po powołaniu na mistrza krajowwgo Inflant Hermana Balka, objął on blisko na trzy lata urząd wicemistrza krajowego prowincji Pruskiej. Od roku 1240 Berlewin von Freiberg objął urząd marszałka. Pełnienie przez niego tego urzędu przypadło na trudne czasy pierwszego powstania pruskiego. Latem 1243 lub zimą 1244 roku wraz z blisko 400 rycerzami poległ w krwawej bitwie nad jeziorem Rządzkim